# Хеншела (вилайет)
Хеншела (араб. ولاية خنشلة‎) — вилайет в восточной части Алжира.
Административный центр вилайета — город Хеншела.

## Географическое положение
Хеншела лежит в горах Орес недалеко от границы с Тунисом.
Хеншела граничит с вилайетами Умм-эль-Буаги на севере, Тебесса на востоке, Эль-Уэд на юге, Батна и Бискра на западе.

## Административное деление
Вилайет разделен на 8 округов и 21 коммуну.

### Округа
1. Хеншела (Khenchela)
2. Айн-Туила (Aïn Touila)
3. Бабар (Babar)
4. Бухмама (Bouhmama)
5. Шешар (Chechar)
6. Эль-Хамма (El Hamma)
7. Кайс (Kaïs)
8. Улед-Решаш (Ouled Rechache)